# Austrotyla coloradensis
Austrotyla coloradensis är en mångfotingart som först beskrevs av Chamberlin 1910.  Austrotyla coloradensis ingår i släktet Austrotyla och familjen Conotylidae. Inga underarter finns listade i Catalogue of Life.